# Upenora
Upenora là một chi bướm đêm thuộc họ Geometridae.